# Augusto Martínez Sánchez
Augusto Martínez Sánchez (Mayarí, Cuba, 1923 – L'Havana, 2 de febrer de 2013) va ser un advocat, militar i polític cubà. Va ser un dels comandants de la Revolució Cubana i proper a Fidel Castro. Martínez Sánchez va ser membre del Moviment 26 de Juliol des de l'abril de 1958 i va participar en la lluita guerrillera a Sierra Maestra contra el govern de Fulgencio Batista, adscrit al Segon Front Oriental "Frank País", sota les ordres directes de Raúl Castro.

## Vida política
L'any 1959 va ser nomenat fiscal militar i va dirigir les purgues contra els cossos militars i policials que havien servit Batista. Des d'aquest càrrec, va ser responsable de l'execució dels favorables a Batista que havien comès crims de lesa humanitat contra la població civil cubana.

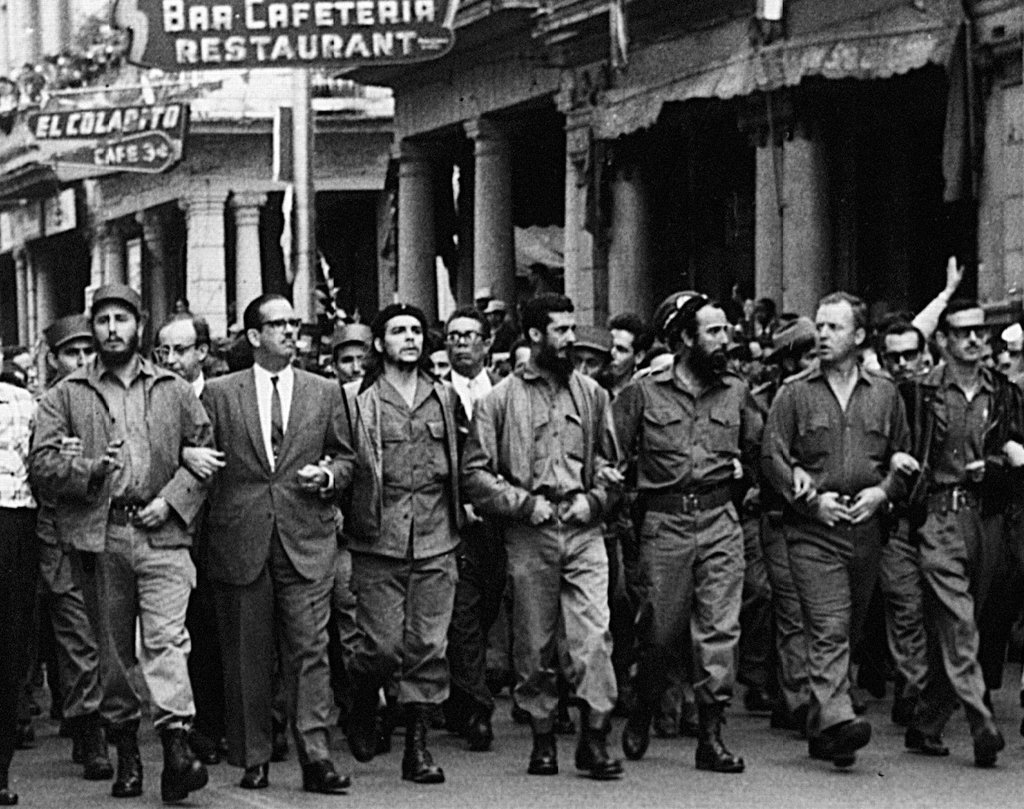
Augusto Martínez Sánchez (quart per l'esquerra) amb d'altres dirigents cubans marxant vers el Cementiri de Colon el 5 de març de 1960, durant el funeral de les víctimes de l'explosió del La Coubre.

Amb el triomf de les forces rebels, va ser nomenat ministre de Defensa Nacional del primer gabinet del govern revolucionari presidit per Manuel Urrutia, segons un decret del 10 de gener de 1959. Però sempre va estar sota les ordres directes de Fidel Castro. Martínez Sánchez va ser el primer substitut com a primer ministre durant el viatge de Castro a Nova York l'abril de 1959. El desembre d'aquell mateix any, el cotxe de Martínez Sánchez va ser objectiu d'un atac dels opositors al govern revolucionari, en el qual van resultar ferits tres dels seus escortes.
El 29 de març de 1962 va ser nomenat jutge del Tribunal Revolucionari que va ser l'encarregat de jutjar els participants de la invasió de Bahia de Cochinos el 17 d'abril de 1961. Els comandants Juan Almeida Bosque, Guillermo García, Sergio del Valle i Manuel Piñeiro, amb qui va treballar al Ministeri de l'Interior, també eren membres d'aquest Tribunal.

## Intent de suïcidi
El 16 d'octubre de 1959 va ser nomenat ministre de Treball, càrrec del qual Fidel Castro el destituiria el 1964 a causa de problemes administratius. Suposadament a causa del malestar amb el govern, el 8 de desembre de 1964 Augusto Martínez Sánchez va intentar suïcidar-se disparant-se al pit, però va sobreviure. Mai va tornar a la vida pública. Es va retirar amb el grau de coronel a finals dels anys 1980.
Entre octubre i desembre de 2010 va viatjar amb permís a Miami, on residia des de principis dels anys 1980 el seu fill gran Augusto Martínez.
El seu darrer desig va ser que l'incineressin i que les seves cendres fossin dipositades al Panteó de Veterans del Cementiri de Colón de L'Havana.